# 573731 Matsnev
573731 Matsnev este o planetă minoră (asteroid) din centura de asteroizi. A fost descoperită pe 23 septembrie 2009 la  de . 
Obiectul prezintă o orbită caracterizată de o semiaxă mare de 2,5406698909582 UAi, o excentricitate de 0,16917574329083, o înclinație de 15,923799616476 ° în raport cu ecliptica.